# Historia del debate de las leyes de aborto
En las fuentes escritas más tempranas, el aborto no es considerado como una categoría general de delito. En sí, están prohibidos tipos específicos de aborto por varias razones, tanto sociales como políticas. En los primeros textos,  es difícil vislumbrar en qué medida un mandato religioso particular tuvo fuerza como ley secular. En textos posteriores, la justificación de las leyes de aborto puede ser buscada en una amplia variedad de campos, incluyendo la filosofía, la religión, y la jurisprudencia. Estas razones no siempre se incluyen en la redacción de las leyes actuales.